# Ujuxte
Ujuxte (pronuncia uhushte) è un sito archeologico mesoamericano costruito dalla civiltà Maya, situato sulla costa pacifica del Guatemala. Il sito possiede circa 200 monticelli interrati sparsi su 200 ettari (494 acri) di terreno. Situato a 12 km di distanza dall'oceano pacifico, il sito è particolarmente importante in quanto non vi furono altre città nell'età pre-classica che raggiunsero le sue dimensioni nella regione. La fondazione risale probabilmente al 1200 a.C. e la città rimase occupata fino al 200, quando venne abbandonata dai suoi abitanti, trasferitisi più a est, nella città di Takalik Abaj.
Il progetto Archeologico di Ujuxte venne iniziato da E. M. Shook e la Università di San Carlos, per cercare di trovare altre informazioni relative al periodo pre-classico lungo la costa pacifica del Guatemala, e per cercare di completare il quadro temporale degli avvenimenti accaduti dopo il declino di La Blanca. La ricerca presso Ujuxte si concentrava sullo studio della evoluzione degli Stati della regione.
I due monticelli più estesi sono il fulcro della piazza centrale, che si trova affacciata verso la direzione del sole nascente. Il Monte 1 è alto 20 metri e il Monte 2 è alto 16 metri. La piazza possiede un'area adibita al tlachtli formata dai Monti 3 e 4, ognuno dei quali è alto 7 metri. L'estensione della zona abitata copriva 4 km quadri, e in seguito la crescita della popolazione arrivò a coprire gli spazi esterni. La piazza centrale sembra essere allineata in maniera da coincidere con il ciclo delle stelle Pleiadi. Durante il solstizio di estate, il sole sorge dietro al vulcano Tajumulco in linea direttamente sopra la piazza. L'allineamento celeste rimane costante solo con la piazza centrale, che rappresenta il centro cerimoniale del luogo. I limiti esterni non mostrano allineamenti, in quanto sono probabilmente parte di un'area residenziale. Diversi altri siti della regione, in prossimità di Ujuxte, sono stati costruiti con lo stesso stile, indicandone l'importanza come centro di potere della zona.